# A Face in the Crowd (canção)
A Face in the Crowd é uma canção co-escrita e gravada por Tom Petty. Foi lançada em fevereiro de 1990 como o quarto single de seu primeiro álbum solo, Full Moon Fever. Ela alcançou o número 46 na parada Hot 100 da US Billboard.

## Conteúdo
O narrador discute se apaixonar por alguém que costumava ser apenas "um rosto na multidão". 

## Vídeo de música
O videoclipe foi dirigido por Jesse Dylan e estreou no início de 1990. 

## Outras performances
Kathleen Edwards lançou uma versão da música na coletânea de covers de "Sweetheart: Love Songs" de 2004 na Hear Music.
Josh Klinghoffer, ex- Red Hot Chili Peppers, tocou brevemente a música em homenagem a Petty, que morreu cinco dias antes, no show da banda em 7 de outubro de 2017 no Texas. 